# Championnat de France de rugby à XIII 2021-2022
Navigation
Édition précédente Édition suivante
Le Championnat de France de rugby à XIII 2021-2022 est la 84e édition de la plus importante compétition de rugby à XIII en France. Le calendrier de la compétition s'étend de 16 octobre 2021 au 22 mai 2022.
Organisé sous l'égide de la fédération française de rugby à XIII, le championnat est composé de neuf équipes, à la suite du retrait de Palau, qui se rencontrent lors d'une phase de saison régulière où s'affrontent sur deux rencontres chacune des équipes. Cette phase détermine l'ordre des qualifiés pour la phase finale à élimination directe pour se ponctuer par une finale en match unique le 29 mai 2022. Pour les équipes participantes, le championnat est entrecoupé par la Coupe de France, retour après une année d'absence en raison de la pandémie, finalement cette dernière est annulée en cours de saison.
Enfin, deux clubs français sont représentés par leurs réserves dans ce championnat, Saint-Estève XIII Catalan pour les Dragons Catalans et Toulouse élite pour le Toulouse olympique XIII qui évoluent en Super League, .

## Liste des équipes en compétition
| \| Albi RL SO Avignon AS Carcassonne FC Lézignan XIII Limouxin Saint-Estève XIII catalan Toulouse olympique élite Villeneuve RL RC Saint-Gaudens \| Clubs évoluant dans le Championnat de France en 2021-2022. |
| Albi RL SO Avignon AS Carcassonne FC Lézignan XIII Limouxin Saint-Estève XIII catalan Toulouse olympique élite Villeneuve RL RC Saint-Gaudens                                                                  |

Les neuf équipes participent cette saison au championnat de France de première division. Sept équipes sont localisées en région Occitanie, les deux autres étant situées à moins de 20 kilomètres de ses frontières.
Il n'y a plus de match nul depuis la saison 2016-2017 puisqu'en cas d'égalité à la fin d'un match, une prolongation au point en or est disputée. À noter que lors de la phase d'aller aucune prolongation n'a été nécessaire.
Le Championnat maintient sa formule de la saison précédente. Le Championnat débute en octobre 2021 pour se clore fin mai 2022.
Initialement intégré, le club de Palau renonce avant l'ouverture de la saison et a demandé sa rétrogradation en division fédérale pour des raisons économiques. Enfin Toulon a déposé une demande de promotion mais la fédération la refuse en raisons de « failles sur le plan sportif et financier », préférant le maintenir en élite 2 (deuxième division).
| Club                      | Dernière montée | Budget 2021-22 | Classement en 2021 | Entraîneur(s)                  | Stade               | Capacité |
| ------------------------- | --------------- | -------------- | ------------------ | ------------------------------ | ------------------- | -------- |
| Albi                      | 2015            | 500 000 €      | 7e                 | Joris Canton Fabien Denis      | Stade Mazicou       | +03 500, |
| Avignon                   | 2008            | 350 000 €      | Demi-finaliste     | Renaud Guigue                  | Parc des Sports     | +15 000, |
| Carcassonne               | 2000            | 600 000 €      | Finaliste          | Alan Walsh Frédéric Camel      | Stade Albert-Domec  | +10 000, |
| Lézignan                  | 1990            | 700 000 €      | Champion           | Philippe Laurent               | Stade du Moulin     | +05 000, |
| Limoux                    | 1962            | 450 000 €      | Barragiste         | Maxime Grésèque                | Stade de l'Aiguille | +03 000, |
| Saint-Estève XIII catalan | 2000            | 700 000 €      | Demi-finaliste     | Vincent Duport Cyrille Gossard | Stade municipal     | +02 000, |
| Saint-Gaudens             | 2016            | 250 000 €      | 10e                | Jérome de Azevedo              | Stade Jules-Ribet   | +05 000, |
| Toulouse élite            | 2015            | 300 000 €      | 9e                 | Sébastien Raguin               | Stade des Minimes   | +01 795, |
| Villeneuve-sur-Lot        | 1934            | 470 000 €      | Barragiste         | Olivier Janzac                 | Stade Max-Rousié    | +01 400, |

## Format
Le calendrier est composé de deux phases :

### Première phase: saison régulière
Chaque équipe rencontre toutes les autres en matchs aller-retour, ainsi chaque équipe aura disputé seize rencontres au cours de la saison.

### Deuxième phase: éliminatoires
À l'issue de la saison régulière, les six premiers de la saison régulière se qualifient pour la phase à élimination directe. Les gagnants de ces rencontres, disputées sur un «  match sec », rejoignent le vainqueur de la phase régulière et son dauphin en demi-finale. Le vainqueur de la finale qui suit est sacré champion de France de rugby à XIII et reçoit à cet égard le bouclier Max-Rousié.
Les dates de barrage sont fixées les 23 et 24 avril 2022, celles des demi-finales les 14 et 15 mai 2022.

## Déroulement de la compétition

### Classement de la première phase
| Rang | Club                      | J  | V  | N | D  | Bo | Bd | Pm  | Pe  | Diff | Pts |
| ---- | ------------------------- | -- | -- | - | -- | -- | -- | --- | --- | ---- | --- |
| 1    | Limoux                    | 16 | 12 | 0 | 4  | 0  | 4  | 547 | 213 | +334 | 40  |
| 2    | Carcassonne               | 16 | 13 | 0 | 3  | 0  | 1  | 577 | 262 | +315 | 40  |
| 3    | Lézignan                  | 16 | 12 | 0 | 4  | 0  | 2  | 471 | 336 | +135 | 38  |
| 4    | Albi                      | 16 | 9  | 0 | 7  | 0  | 4  | 456 | 372 | +84  | 31  |
| 5    | Saint-Estève-XIII catalan | 16 | 9  | 0 | 7  | 0  | 3  | 444 | 373 | +71  | 30  |
| 6    | Avignon                   | 16 | 8  | 0 | 8  | 0  | 5  | 412 | 331 | +81  | 29  |
| 7    | Villeneuve-sur-Lot        | 16 | 6  | 0 | 10 | 0  | 4  | 296 | 442 | -146 | 22  |
| 8    | Toulouse Elite            | 16 | 2  | 0 | 14 | 0  | 4  | 244 | 566 | -322 | 10  |
| 9    | Saint-Gaudens             | 16 | 1  | 0 | 15 | 0  | 1  | 164 | 716 | -552 | 1   |

|  | Qualifiés pour les demi-finales                      |
|  | Qualifiés pour les barrages d'accès aux demi-finales |

Attribution des points : victoire : 3, défaite par 12 points d'écart ou moins : 1 (point bonus), défaite par plus de 12 points d'écart : 0. - Pour le Magic Week-end, la seule différence est que la victoire vaut quatre points.
En cas d'égalité du nombre de points de classement, c'est la différence de points particulière qui s'obtient en soustrayant du cumul des points des scores marqués par l'équipe, le cumul des points des scores qu'elle a encaissé contre l'équipe avec laquelle elle se trouve à égalité dans la compétition.
1 - Saint-Gaudens écope de 2 points de pénalité à la suite du forfait à Carcassonne (J5).
2 - Saint-Gaudens écope d'1 point de pénalité d'incidents face à Villeneuve-sur-Lot (J16).

### Phase finale
|  | Barrages                  | Barrages         |                           |               | Demi-finales  | Demi-finales  |  |  | Finale         | Finale         |
|  | Barrages                  | Barrages         |                           |               | Demi-finales  | Demi-finales  |  |  | Finale         | Finale         |
|  |                           |                  |                           |               |               |               |  |  |                |                |
|  | Le 30 avril 2002          | Le 30 avril 2002 |                           |               | Le 8 mai 2002 | Le 8 mai 2002 |  |  | Le 22 mai 2002 | Le 22 mai 2002 |
|  | Le 30 avril 2002          | Le 30 avril 2002 |                           |               | Le 8 mai 2002 | Le 8 mai 2002 |  |  | Le 22 mai 2002 | Le 22 mai 2002 |
|  | Le 30 avril 2002          | Le 30 avril 2002 | Limoux                    | 36            |               |               |  |  | Le 22 mai 2002 | Le 22 mai 2002 |
|  | Albi                      | 24               | Limoux                    | 36            |               |               |  |  | Le 22 mai 2002 | Le 22 mai 2002 |
|  | Albi                      | 24               | Saint-Estève XIII Catalan | 4             |               |               |  |  | Le 22 mai 2002 | Le 22 mai 2002 |
|  | Saint-Estève XIII Catalan | 28               | Saint-Estève XIII Catalan | 4             |               |               |  |  | Le 22 mai 2002 | Le 22 mai 2002 |
|  | Saint-Estève XIII Catalan | 28               | Le 7 mai 2002             | Le 7 mai 2002 | Limoux        | 16            |  |  |                |                |
|  | Le 30 avril 2002          |                  | Le 7 mai 2002             | Le 7 mai 2002 | Limoux        | 16            |  |  |                |                |
|  |                           | Carcassonne      | Le 7 mai 2002             | Le 7 mai 2002 | 20            |               |  |  |                |                |
|  | Lézignan                  | Carcassonne      | Le 7 mai 2002             | Le 7 mai 2002 | 20            | 46            |  |  |                |                |
|  | Lézignan                  | Lézignan         | 18                        |               |               | 46            |  |  |                |                |
|  | Avignon                   | Lézignan         | 18                        | 12            |               |               |  |  |                |                |
|  | Avignon                   | Carcassonne      | 31                        | 12            |               |               |  |  |                |                |
|  |                           | Carcassonne      | 31                        |               |               |               |  |  |                |                |

### Finale
(mt : 12 - 8)
Homme du match : 
Points marqués :
- Carcassonne : 4 essais de Serulevu (28e), A. Escamilla (38e), Francis (44e) et Soubeyras (64e) ; 2 transformations d'Herréro (28e et 38e) ; 1 carton jaune de Simon (7e).
- Limoux : 2 essais de Belmaziz(8e) et Santo (78e) ; 2 transformations de Templeman (8e et 78e) ; 2 pénalités de Templeman (14e et 52e).

Évolution du score : 
Arbitre :  Benjamin Casty
Spectateurs : 8 231
Composition des équipes :
- Carcassonne : Dane Francis - Georgy Gambaro, Vincent Albert, Sophien Bitigri, Alexis Escamilla (c) - Clément Herrero (o), Brock Pelligra (m) - Clément Boyer, Ludovic Artiga, Mickaël Simon, Maika Serulevu, Emir-Walid Bouregba, Bastien Canet - Bastien Escamilla, Clément Soubeyras, Djibryl Dauliac, Jowasa Drodrolagi - Entraîneur : Frédéric Camel
- Limoux : Zachary Santo - Fabien Flovie, Bastien Ader, Benjamin Vergniol, Alexandre Bourrel - Patrick Templeman (o), Stanislas Robin (m) - Maxime Hérold (c), Pierre-Louis Bourrel, Alexandre Mickalezyk, Lucas Vergniol, Yann Belmaziz, Maxime Péault - Valentin Yesa, Mickaël Rouch, Mathieu Liauzun, Eddy Pettybourne - Entraîneur : Maxime Grésèque

La finale se déroule deux semaines après la tenue des demi-finales. Limoux, vainqueur de la saison régulière, se défait facilement en demi-finale de Saint-Estève XIII Catalan, réserve des Dragons Catalans, sur le score de 36-4. Carcassonne, second en étant à égalité de points avec Limoux, écarte en demi-finale Lézignan, sur le score de 31-18. Durant la saison régulière, Limoux avait battu Carcassonne lors de la 8e journée le 13 février 2022 à domicile 24-18 tandis qu'à la 17e journée jouée le 10 avril 2022, Carcassonne s'impose 38-34 à domicile.
Cette finale, opposant deux clubs audois, se déroule à l'horaire de 15h30 au Parc des sports et de l'amitié de Narbonne dont la dernière finale accueillie fut lors de la saison 2016-2017 qui avait vu le titre remporté par Limoux 24-22 contre Lézignan devant 8 280 spectateurs, dernier titre de Championnat de ce club qui avait perdu l'édition 2017-2018. Carcassonne a remporté son dernier titre lors de la saison 2011-2012 et a buté à trois reprises en finale depuis (2015, 2016 et 2021). L'évènement se situe dans un week-end nommé « Printemps du XIII » réunissant en un même lieu sur deux jours les finales de Championnats de France masculins et féminins de première division, du Championnat de France féminin de deuxième division, les finales des U15, U17 et U19 masculins ainsi que de Rugby à XIII en fauteuil roulant de première et seconde division. La finale Limoux-Carcassonne est retransmise en direct sur la chaîne de télévision ViàOccitanie. La finale est jouée devant 8231 spectateurs, meilleure affluence depuis 2017, avec la présence des maires de Narbonne, Didier Mouly, de Limoux, Pierre Durand, et de Carcassonne, Gérard Larrat. L'arbitre désigné est Benjamin Casty, frère de l'ancien international Rémi Casty.
La rencontre débute par un affrontement des avants, où les défenses se défient. À la 7e minute, l'expulsion temporaire de Mickaël Simon profite la minute suivante à Limoux qui marque le premier essai de la rencontre par Yann Belmaziz idéalement servi par l'Australien Patrick Templeman avec une transformation de ce dernier puis une pénalité inscrite à la 14e minute alourdissant le score à 8-0, mais de nombreuses erreurs de ballons portés permettent à Carcassonne de ne pas sombrer. Mieux, à la 28e minute, sur une attaque lancée par Simon puis Maika Serulevu, les Carcassonnais ouvrent leur compteur sur un essai de Sophien Bitigri transformé par Clément Herrero. Carcassonne dicte le rythme dans le match, profite de la sortie sur blessure du troisième ligne limouxin Maxime Péault et marque un second essai par Alexis Escamilla, transformé. La mi-temps voit donc Carcassonne menait 12-8.
La seconde période débute par une vraie domination de Carcassonne. Ce dernier marque deux essais à la 54e minute par Dane Francis puis à la 64e minute par Clément Soubeyras, portant le score à 20-10, Templeman ayant inscrit une seconde pénalité à la 52e minute. Le dernier quart d'heure voit Carcassonne étouffer les attaques des Limouxins, assez maladroits, et gère le score. Limoux finit par trouver une ouverture à la 78e minute avec un essai transformé de Zachary Santo pour recoller à 20-16 mais ce réveil est trop tardif. Carcassonne remporte son douzième titre de Championnat de France, un record, dix ans après son dernier titre.

## Bilan du Championnat

### Joueurs en évidence
Les statistiques suivantes peuvent se retrouver chaque semaine de championnat sur au moins deux médias français; L'Indépendant (édition Perpignan, généralement le mardi) et sur  le site internet Treize Mondial.

#### Meilleurs marqueurs d'essais
| Rang | Joueur                 | Équipe      | Essais |
| ---- | ---------------------- | ----------- | ------ |
| 1    | Jordan Flovie          | Lézignan    | 19     |
| 2    | Nittim Pedrero         | Albi        | 18     |
| 3    | Georgy Gambaro         | Carcassonne | 17     |
| 4    | Jean-Baptiste Bousquet | Lézignan    | 16     |
| 5    | Zachary Santo          | Limoux      | 14     |

#### Meilleurs scoreurs
| Rang | Joueur            | Équipe                    | Points | Essais | Transf. | Pén. | Drops |
| ---- | ----------------- | ------------------------- | ------ | ------ | ------- | ---- | ----- |
| 1    | Baptiste Fabre    | Albi                      | 166    | 7      | 53      | 14   | 4     |
| 2    | Clément Herrero   | Carcassonne               | 161    | 6      | 56      | 10   | 5     |
| 3    | Olivier Arnaud    | Avignon                   | 135    | 4      | 57      | 2    | 1     |
| 4    | Patrick Templeman | Limoux                    | 104    | 4      | 38      | 6    | -     |
| 5    | Paul Marty        | Saint-Estève XIII Catalan | 100    | 3      | 43      | 1    | -     |

## Médias
Les rencontres sont commentées en direct sur radio Marseillette, et Midi Olympique en rend compte chaque lundi dans son « édition rouge », plus rarement dans son « édition verte », sous la plume soit de Didier Navarre, soit de Bruno Ontetiente. 
La chaine Via Occitanie est susceptible de diffuser certains matchs, comme la saison passée. 
De leur côté, les clubs diffusent  de plus en plus leurs matchs à domicile, en streaming,  sur leurs chaines Youtube ou leurs pages Facebook. 
Selon sa pratique, la publication britannique Rugby Leaguer & League Express (hebdomadaire) couvre également le championnat. 
Le magazine australien Rugby League Review  suit le championnat, au moins en en donnant les résultats et propose un guide du championnat au mois de février 2021. 
Les journaux régionaux français, L'Indépendant et la Dépêche du Midi, suivent également la compétition. Le fait qu'ils soient bien souvent compris dans les offres d'abonnement « presse » des fournisseurs d'accès d'internet ou des opérateurs mobiles (kiosque sur smartphone) leur donnant la possibilité d'être lus au-delà de leurs régions d'origine. Midi Libre devrait, selon son habitude, seulement indiquer les résultats du championnat chaque lundi.  Et uniquement dans les éditions des régions que le quotidien pense avoir identifié comme « treiziste ». 
Le site internet Treize Mondial couvre de manière exhaustive ce championnat.